# Корполо (Римини)
Корполо је насеље у Италији у округу Римини, региону Емилија-Ромања.
Према процени из 2011. у насељу је живело 1338 становника. Насеље се налази на надморској висини од 65 м.